# ONE LIFE (倉木麻衣のアルバム)
『ONE LIFE』（ワン・ライフ）は、日本の歌手・倉木麻衣の7作目のオリジナルアルバム。

## 概要
前作『DIAMOND WAVE』から約1年5ヶ月ぶりに発売される。今作からレーベルがNORTHERN MUSICからの発売となる。今作はこれまでとは違い、ビーイング外部の作曲家や編曲家を起用している。
オリコンアルバムチャートでは初動で6.2万枚を記録するも年末年始の合算集計であったため初登場14位（合算週）となり、デビュー以来続いたアルバム連続TOP10が途切れた（7作）。iTunes Store R&Bチャートと総合チャートでそれぞれ1位と7位を獲得した。
デビューアルバム『delicious way』の進化版と本人が語るようにR&B色を全面に押し出した楽曲が多く収録された。ボーナストラックとして、倉木作品では初めてとなるカバー曲「Over The Rainbow」が収録された。因みに、2012年に発売された10枚目のオリジナル・アルバム『OVER THE RAINBOW』と同名のタイトルが出ているが、直接関係は無い。

## 収録曲
| 全作詞: 倉木麻衣（M-12、E.Y. Harburg）。 |                                   |                                |                                           |                                         |      |
| #                                        | タイトル                          | 作詞                           | 作曲                                      | 編曲                                    | 時間 |
| 1.                                       | 「One Life」                      | 倉木麻衣（M-12、E.Y. Harburg） | Martin Ankelius Henrik Anderson-Tervald   | Martin Ankelius Henrik Anderson-Tervald | 3:34 |
| 2.                                       | 「I Like it Like that」           | 倉木麻衣（M-12、E.Y. Harburg） | Ricky Hanley, Darren Woodford Lynn Slater | Radi8                                   | 3:15 |
| 3.                                       | 「one for me」                    | 倉木麻衣（M-12、E.Y. Harburg） | Yoo Hae Joon                              | Yoo Hae Joon                            | 4:14 |
| 4.                                       | 「Born to be Free」               | 倉木麻衣（M-12、E.Y. Harburg） | 徳永暁人                                  | Cybersound                              | 3:11 |
| 5.                                       | 「白い雪」                        | 倉木麻衣（M-12、E.Y. Harburg） | 大野愛果                                  | 池田大介                                | 4:47 |
| 6.                                       | 「Silent love 〜open my heart〜」 | 倉木麻衣（M-12、E.Y. Harburg） | Daisuke "DAIS" Miyachi Yuichi Ohno        | Daisuke "DAIS" Miyachi Yuichi Ohno      | 4:25 |
| 7.                                       | 「everything」                    | 倉木麻衣（M-12、E.Y. Harburg） | 藤本貴則                                  | 藤本貴則                                | 3:24 |
| 8.                                       | 「Season of love」                | 倉木麻衣（M-12、E.Y. Harburg） | 大野愛果                                  | Cybersound                              | 4:48 |
| 9.                                       | 「secret roses」                  | 倉木麻衣（M-12、E.Y. Harburg） | 藤田真梨                                  | 藤田真梨、DAY TRACK                     | 3:57 |
| 10.                                      | 「Wonderland」                    | 倉木麻衣（M-12、E.Y. Harburg） | 笠原智緒、Yoko Blaqstone                  | 笠原智緒、Yoko Blaqstone                | 4:15 |
| 11.                                      | 「BE WITH Ü」                     | 倉木麻衣（M-12、E.Y. Harburg） | 徳永暁人                                  | Cybersound                              | 4:58 |
| 12.                                      | 「Over The Rainbow」(Bonus track) | 倉木麻衣（M-12、E.Y. Harburg） | Harold Arlen                              | 窪田博之、寺地秀行                      | 4:32 |
| 合計時間:                                | 合計時間:                         | 合計時間:                      | 合計時間:                                 | 49:20                                   |      |

### 楽曲解説
1. 「One Life」
表題曲。ニューヨークの映像でまとめられたPVが存在する。
2. 「I Like it Like that」
3. 「one for me」
作曲・編曲を担当したYoo Hae Joonは「冬のソナタ」のテーマ曲の作曲を担当した人物。
4. 「Born to be Free」
A3チャンピオンズカップ2007のテーマソングのために作曲され、2007年6月に中華人民共和国の山東省の都市、済南で行われた同大会のオープニングイベントにて初披露となった。孫燕姿とのデュエット曲『My Story, Your Song』以来、4年ぶりに中国語で歌われた楽曲となっている。2007年9月22日に韓国で行われた、アジアソングフェスティバル2007で韓国語でも披露された。2008年のA3チャンピオンズカップにも当楽曲が引き続きテーマソングとして使用されることが決定していたが、開催中止となった。本CDでは日本語ヴァージョンが収録されている。
5. 「白い雪」
25thシングル。
6. 「Silent love 〜open my heart〜」
27thシングル「Silent love 〜open my heart〜/BE WITH Ü」の1曲目。シングルとしては当作品からNORTHERN MUSICから発売されている。
7. 「everything」
8. 「Season of love」
26thシングル。
9. 「secret roses」
10. 「Wonderland」
11. 「BE WITH Ü：
27thシングル「Silent love 〜open my heart〜/BE WITH Ü」の2曲目。

Bonus track
1. 「Over The Rainbow」

## 演奏
- 倉木麻衣
  - Vocal
  - Background Vocals (#1-11)
- Esbjorn Ohrwall：Guitars (#1)
- Martin Ankelius, Henrik Andersson-Tervald：Programming (#1)
- Cat Simoni：Background Vocals (#2)
- Aaron Flanders
  - Guitars (#2)
  - Acoustic Guitar (#4)
- Darren Woodford, Ricky Hanley：All Other Instruments (#2)
- マイケル・アフリック：Background Vocals (#3.5.8.11)
- 大楠雄蔵 (OOM, Sensation)：Keyboards (#3)
- Perry Geyer：Computer Programming & Electronics (#4.11)
- Miguel Sa Pessoa
  - Keyboards (#4.11)
  - Vocals & FX (#4)
- Jeff Lockhart：Electric Guitar (#4)
- Naoko Takamoto, The Glasse-z：Additional Vocals (#4)
- 大野愛果：Background Vocals (#5.8)
- 大賀好修 (OOM, Sensation)：Guitars (#5)
- CHICA：Strings Arrangement (#6)
- CHICAストリングス：Strings (#6)
- 山田秀俊：Piano (#6)
- 秋山浩徳：Guitars (#6)
- 佐小田亘 (capsulenote)：Drums (#6)
- YOKO Black. Stone：Background Vocals (#10)
- 徳永暁人 (doa)：Background Vocals (#11)
- Jon Carin：Guitars & Background Vocals (#11)
- Mami Ienaga, Tomoko Omura：Strings & Violin (#11)
- 寺地秀行：Programming (#12)
- 増崎孝司 (DIMENSION)：Guitars (#12)
- 小野塚晃 (DIMENSION)：Piano, Hammond B-3 (#12)
- 勝田一樹 (DIMENSION)：Soprano Sax (#12)